# Míra (matematika)
Míra je základním pojmem teorie míry. Z neformálního hlediska je míra zobecněním pojmů velikosti (délky, obsahu, objemu, případně kvantity). Míra je zvolený způsob, jakým se měří množiny. Mírou množiny se rozumí již konkrétní výsledek (číslo) přiřazený (naměřený) konkrétní množině. Teorie míry zobecňuje uvedené pojmy na libovolné množiny, kterým lze přiřadit velikost. Má úzkou souvislost s teorií pravděpodobnosti a teorií Lebesgueova integrálu. Například díky teorii míry lze střední hodnotu náhodné veličiny chápat jako integrál určité měřitelné funkce.
Výchozím bodem teorie míry je přesné vymezení oblasti studia na základě axiomatické teorie množin. Banachův-Tarského paradox ukazuje, jaké nebezpečí hrozí, pokud vyjdeme z naivního pojetí „velikosti množiny“, tak z rozumně vypadajících předpokladů je možné dospět k tak paradoxním tvrzením, jako že všechna tělesa mají stejný objem.

## Definice
Mějme měřitelný prostor {\displaystyle (X,{\mathcal {A}})}. Funkci {\displaystyle \mu :{\mathcal {A}}\rightarrow \langle 0,\infty )} nazveme mírou, jestliže splňuje:
- Míra prázdné množiny je nulová: {\displaystyle \mu (\emptyset )=0}.
- Míra je vždy nezáporná: {\displaystyle \forall A\in {\mathcal {A}}:\mu (A)\geq 0}.
- σ-aditivita: pro libovolnou spočetnou posloupnost po dvou disjunktních množin {\displaystyle (A_{i})_{i=1}^{\infty },\forall A_{i}\in {\mathcal {A}}} platí: {\displaystyle \mu (\bigcup _{i=1}^{\infty }A_{i})=\sum _{i=1}^{\infty }\mu (A_{i})}.

Uspořádanou trojici {\displaystyle (X,{\mathcal {A}},\mu )} nazýváme prostor s mírou.

## Vlastnosti
- {\displaystyle A\subseteq B\Rightarrow \mu (A)\leq \mu (B)}
- Pro posloupnost množin {\displaystyle (A_{i})_{i=1}^{\infty }} platí: {\displaystyle \mu (\bigcup _{i=1}^{\infty }A_{i})\leq \sum _{i=1}^{\infty }\mu (A_{i})}
- Pro posloupnost podmnožin {\displaystyle A_{1}\subseteq A_{2}\subseteq ...} platí: {\displaystyle \mu (\bigcup _{i=1}^{\infty }A_{i})=\lim _{i\rightarrow \infty }\mu (A_{i})} pro {\displaystyle \mu (A_{\infty })<\infty }
- Pro posloupnost nadmnožin: {\displaystyle A_{1}\supseteq A_{2}\supseteq ...} platí: {\displaystyle \mu (\bigcap _{i=1}^{\infty }A_{i})=\lim _{i\rightarrow \infty }\mu (A_{i})} pro {\displaystyle \mu (A_{1})<\infty }

## Příklady
- Lebesgueova míra
- Hausdorffova míra
- Diracova míra
- Aritmetická míra